# Adriana Ambesi
Adriana Ambesi, nota anche con lo pseudonimo di Audry Amber (Torino, 18 aprile 1940 – Roma, 28 febbraio 2023), è stata un'attrice italiana.

## Biografia
Adriana Ambesi, sorella dell'attrice Laura Ambesi, nel 1959 fece parte della compagnia torinese Teatro Nuovo. Successivamente si diplomò al Centro Sperimentale di Cinematografia e nel 1963 intraprese una carriera cinematografica durata fino al 1969, interpretando ruoli di secondo piano in una ventina di pellicole. Nel 1966 è stata la protagonista dei film La grande notte di Ringo del regista Mario Maffei.
Nel 1976 fece una fugace apparizione nello sceneggiato televisivo Qui squadra mobile.

## Filmografia

### Cinema
- Sfida al diavolo, regia di Nello Vegezzi (1963)
- Sfida al re di Castiglia, regia di Ferdinando Baldi (1963)
- Sansone contro i pirati, regia di Tanio Boccia (1963)
- La cripta e l'incubo, regia di Camillo Mastrocinque (1964)
- La sfida viene da Bangkok (Die Diamantenhölle am Mekong), regia di Gianfranco Parolini (1964)
- Adolescenti al sole, regia di Giuseppe Aldo Rossi (1964)
- La sfida dei giganti, regia di Maurizio Lucidi (1965)
- Amore all'italiana, regia di Steno (1965)
- La sfida degli implacabili, regia di Ignacio F. Iquino (1965)
- La Bibbia, regia di John Huston (1966)
- New York chiama Superdrago, regia di Giorgio Ferroni (1966)
- La grande notte di Ringo, regia di Mario Maffei (1966)
- 7 donne per una strage (Las 7 magnificas), regia di Gianfranco Parolini e Sidney W. Pink (1966)
- Come svaligiammo la Banca d'Italia, regia di Lucio Fulci (1966)
- 3 pistole contro Cesare, regia di Enzo Peri (1967)
- 10.000 dollari per un massacro, regia di Romolo Guerrieri (1967)
- I frutti amari (Fruits amers - Soledad), regia di Jacqueline Audry (1967)
- Uno straniero a Paso Bravo, regia di Salvatore Rosso (1968)
- Vedove inconsolabili in cerca di... distrazioni, regia di Bruno Gaburro (1968)
- Malenka, la nipote del vampiro, regia di Amando de Ossorio (1969)

### Televisione
- Ifigenia in Aulide (1962) – film TV
- Qui squadra mobile – serie TV, episodio 2x04 (1976)

## Doppiatrici italiane
- Vittoria Febbi in La grande notte di Ringo, 10.000 dollari per un massacro
- Dhia Cristiani in Sansone contro i pirati
- Noemi Gifuni in La cripta e l'incubo
- Flaminia Jandolo in Amore all'italiana
- Rita Savagnone in New York chiama Superdrago